# فرودگاه رانچو سن خوزه
فرودگاه رانچو سن خوزه (به انگلیسی: Rancho San José Airstrip) یک فرودگاه خصوصی است که یک باند فرود خاک دارد و طول باند آن ۸۹۶ متر است. این فرودگاه در کشور مکزیک قرار دارد و در ارتفاع ۶۴۷ متری از سطح دریا واقع شده است.